# TM3型動車組電力機車
TM3型動車組电力机车（TM3）是伊朗使用的電力機車車型之一，由南车株洲电力机车研制，是中國援助伊朗的項目之一，用於德黑蘭城郊鐵路。
南車株洲電力機車於2008年10月與中介商簽定合同，為德黑蘭城郊鐵路（又稱德黑蘭地鐵5號線）提供4輛本型機車，其後增加至42輛。該型機車以中國韶山8型電力機車為技術基礎，採用國產化動力系統；頭型設計則以拆除整流罩的SS9G（俗稱砍頭九）為藍本，但通風及機械佈局則改回SS8的模式，與前型TM2相同。而牽引功率為3,200千瓦，最高行駛速度為140km/h。
本型機車將以一頭一尾的形式，與十輛雙層客車併接成2M10T的推拉式列車編組，合共21列；而列車供電格式為390V交流電（經輔助IGBT輸出），與中國客運機車主流使用的600V直流電或同系部分SS9採用的380V交流電不同。
首批14輛本型機車於2009年11月22日經上海港付運至伊朗，其餘機車亦於2010年2月送達，並投入服務。